# Хроніозухи
Хроніозухи (Chroniosuchia) — ряд викопних чотириногих, що існував протягом пермського та тріасового періоду. Цей ряд вважається досить примітивним, навіть близьким до ранніх емболомерів. Проте, хроніозухії виявилися надзвичайно успішною групою амфібій, не тільки стала найважливішим елементом пізньопермскої фауни, а й пережила вимирання на кордоні пермі і тріасу. І треба зауважити, що хроніозухії змогли успішно конкурувати з діапсидними рептиліями навіть у середньому тріасі.

## Поширення

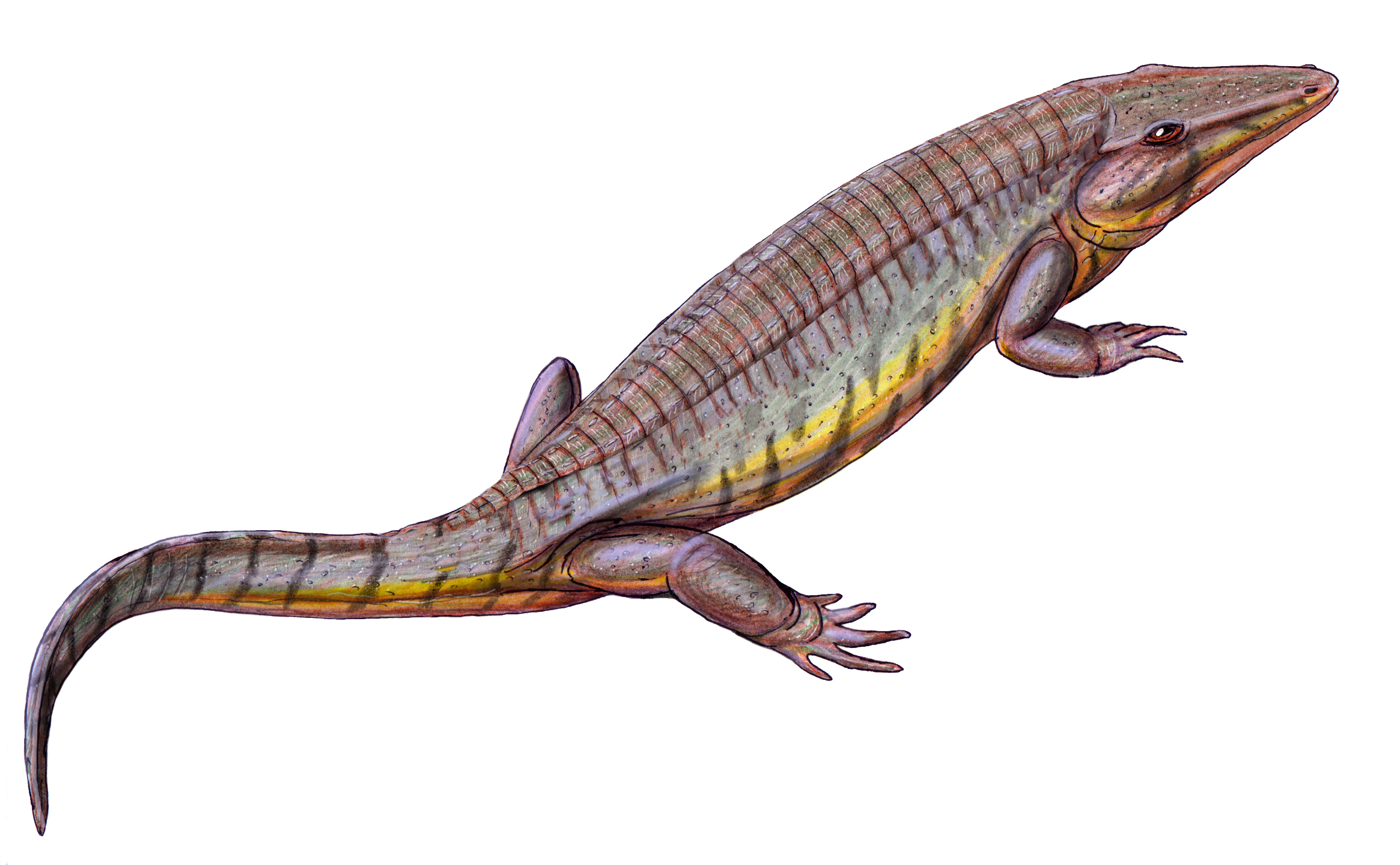
Suchonica

На відміну від своїх темноспондильних конкурентів, наприклад, архегозаврів, дана група амфібій не отримала глобального розповсюдження. У пізній пермі хроніозухії добре відомі у складі північнодвінської фауни, а також у прилеглих регіонах — від Башкирії до Білого моря. Одночасно вони існували у Китаї. У тріасі ж хроніозухії поширилися в інші регіони Європи та Азії. Ареал проживання і незвичність даної групи амфібій можуть бути ознаками того, що хроніозухії виникли в нестандартному регіоні, який, можливо, був відділений від Пангеї до пізньої пермі.

## Опис

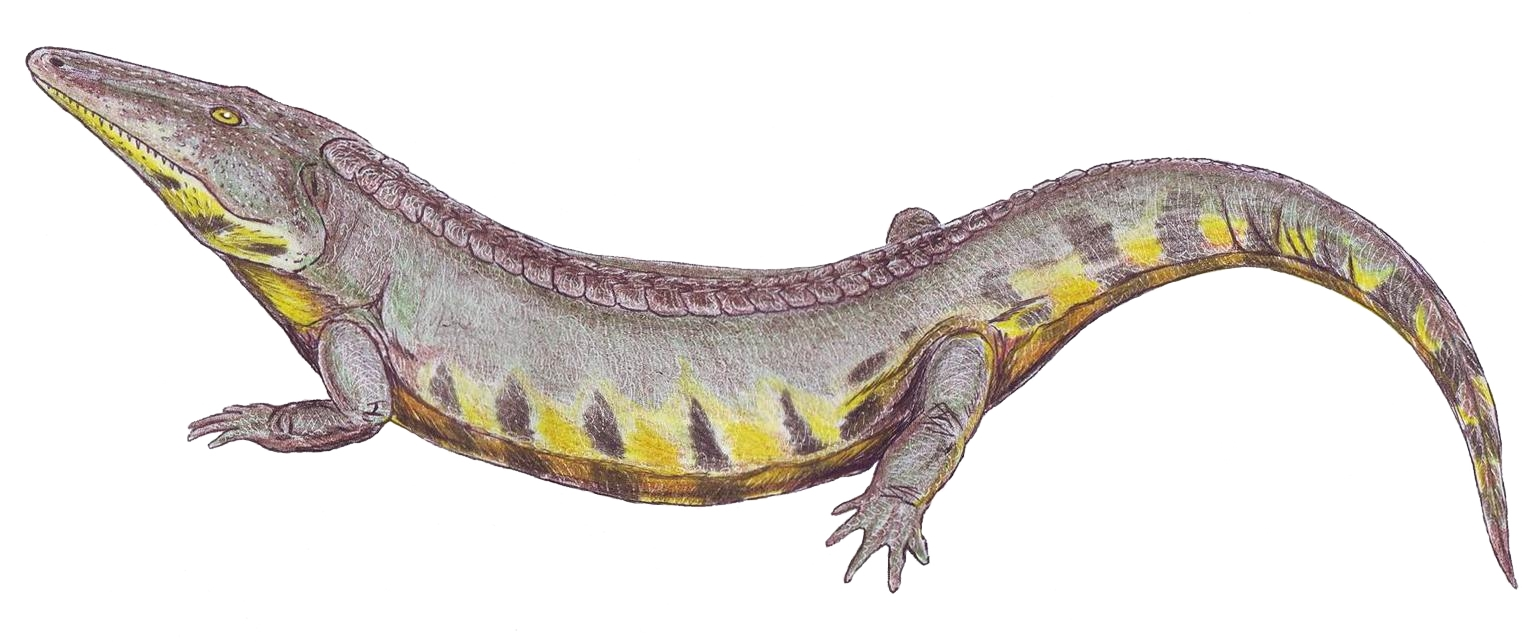
Bystrowiana permira

На жаль хроніозухії вивчені дуже слабо. Про них відомо, що тіло було коротким, приблизно з 25 тулубними хребцями, але кінцівки і їхній таз не описані. Хроніозухії були невеликими крокодилами пермського періоду, довжиною від метра з невеликим до 2,5 м. Вони полювали на інших амфібій, на наземних тварин, риба, можливо, входила в їх раціон. Вони вели прибережний спосіб життя і самі ставали жертвою великих наземних хижаків, від яких не могли втекти. Панцир же не давав абсолютного захисту, особливо молодим особинам.

### Череп
Якщо дивитися на форму черепа, то особливих відмінностей від інших крокоділоподібних амфібій відразу не помітно: відносно низький череп, масивна нижня щелепа, скульптурована поверхня кісток черепа… Однак, при більш уважному погляді виявиться, що череп хроніозухій має великі відмінності від інших амфібій. По-перше, наявні передочні вікна у черепі, що мали довжину у половину довжини морди. Призначення цих вікон не зовсім зрозуміле; є думка, що в них розташовувались органи сольового обміну. По-друге, можна відзначити невелике щілиноподібне вікно в передній частині черепа між ніздрями. По-третє, важлива особливість хроніозухій — значний нахил бічних поверхонь черепа, тобто боків морди та щічної області. При такій конструкції черепа очі хроніозухій могли дивитися не стільки в верх, скільки в сторони, передочні вікна призначалися для полегшення черепа без втрати міцності. (До речі, якщо вирізати з черепа хрониозухии подовжню плоску частину між ніздрями, очницями й дах черепа, і скласти решту частин, вийде щось схоже за формою і механікою на череп архозаврів. Подібність ще більш посилиться, якщо вважати, що череп хроніозухії був кінетичним, тобто в ньому були більш-менш рухливі з'єднання кісток.) По-четверте, у хроніозухій дах черепа був слабо з'єднаний з кістками щік.

### Зуби
Хроніозухії були хижаками. Про це гооворят великі зуби (ікла) на нижній щелепі та великі піднебінні зуби. При цьому масивна нижня щелепа створювала і силу удару і давала місце для розміщення привідних м'язів.

### Хребет
Їхні хребці нагадували емболомерові, що абсолютно не типово для пізнбопермських рептиліоморфів і міжхребцеві диски також окостенілі; а по-друге, над кожним хребцем наявна кістяна пластина, що приросла до спинного відростка хребця. Ці пластини формували кістяний панцир, який захищав хроніозухії з боку спини. І хоча панцир був (принаймні у деяких родів) суцільним і повністю прикривав спину, він був гнучким, оскільки пластини панцира не зросталися, а налягали один на одного на зразок черепиці. Між іншим, форма пластин панцира є характерними особливостями видів Chroniosuchia.

## Спосіб життя
Хроніозухії швидше за все були прибережними хижаками, що полювали на наземну здобич, але нападали на неї, швидше за все, з води. Думка про їхню рибоїдність, мабуть, неправильна, бо відомо, що у хроніозухій відсутні ознаки органів бічної лінії, а це невигідно рибоїдним тваринам. Та й конструкція черепа хроніозухій розрахована на великі вертикальні навантаження, але при цьому не годиться для руху з боку в бік у воді. І ще одним підтвердженням служить наявність панцира, який годиться для захисту від наземних хижаків, атакуючих зверху і не підходить для захистів від водних хижаків, які атакуватимуть знизу або збоку.

## Класифікація
У ряді Chroniosuchia входить дві родини — Chroniosuchidae і Bystrowianidae, причому перші досягли розквіту в кінці пермі, а другий — у ранньому тріасі.

### Родина Chroniosuchidae
Родина Chroniosuchidae відрізнялася крупнішими захисними пластинами, які повністю покривали спину амфібії, також саме для цієї родини характерні передочні вікна в черепі. У дану родину входять роди: Chroniosaurus (широко поширений у пізній пермі Росії), Chroniosuchus (пізня перм Росії, в тому числі поблизу кордону тріасу), Ingentidens (китайський рід, що відноситься до межі середньої та пізньої пермі), Jarilinus (можливо синонім Chroniosuchus, від якого відрізняється лише скульптурованими захисними пластинами), Madygenerpeton (нещодавно відкритий тріасовий хроніозух з Киргизстану), Phratochronis (китайський рід близький за часом до Ingentidens), Uralerpeton (найбільший хроніозух, відомий з пізньої пермі Владимирської області Росії; довжина черепа до 55 см), Suchonica (відомий з пізньої пермі Вологодської області Росії, можливо не відноситься до цієї родини, тому що володіє полегшеним панциром).
- Chroniosuchidae Vyushkov, 1957
  - Chroniosaurus
  - Chroniosuchus
  - Ingentidens[1]
  - Jarilinus[2]
  - Madygenerpeton
  - Phratochronis[1]
  - Uralerpeton[3]
  - Suchonica[4]

### Родина Bystrowianidae
Родина Bystrowianidae мало частково редукований панцир, який у деяких видів захищав тільки хребет, відрізнялася дещо іншою будовою черепа. Ці тварини були більш рухливі й у воді та на суші. У родину входять роди: Axitectum (тріас Росії), Bystrowiana (типовий рід, що мав поширення у пізній пермі Росії та Китаю), Bystrowiella (тріас Німеччини), Dromotectum (тріас Росії), Synesuchus (пізніший представник, середній тріас Росії).
- Bystrowianidae Vyushkov, 1957

- Bystrowiana Vyushkov, 1957
- Axitectum Novikov & Shishkin, 1992
- Dromotectum Novikov & Shishkin, 1996
- Synesuchus Novikov & Shishkin, 1996
- Bystrowiella Witzmann, Schoch & Maisch, 2008